# 北馬込
北馬込（日语：／ Kita-magome */?）是東京都大田區的町名。現行行政町名為北馬込一丁目、北馬込二丁目，町域狀似直角三角形。2013年8月1日為止的人口有7,390人。郵遞區號為143-0021。

## 地理
位於東京都大田區北部。北鄰品川區中延，南至環七通（東京都道318號環狀七號線），接大田區中馬込，東至國道1號，接大田區東馬込，環七通與國道1號在東南端的松原橋立體交差，易交通堵塞，2006年（平成18年）度的二氧化氮排放量為全國前三。東部設有都營地下鐵淺草線馬込站。

## 歷史
1965年（昭和40年）實施住居表示，馬込西四丁目、馬込東四丁目各一部分合併為現行的北馬込。 

### 地名由來
因位於馬込地區北部而得名。
「馬込」的由來眾說紛紜，一說是此地為馬匹的放牧地而得名。

## 交通
- 都營地下鐵淺草線：馬込站
- 東急巴士：北馬込一丁目巴士站（森02，蒲15）
- 東急巴士：馬込北台巴士站（森02，蒲15）
- 東急巴士：三本松巴士站（森02，蒲15）
- 東急巴士：馬込第三小學校巴士站（森02･06･07･91，蒲15）
- 東急巴士：夫婦坂巴士站（森02･06･07･91，蒲15）
- 東急巴士：馬込站前巴士站（森02･06･07･08･91，蒲15，反01･02）

## 設施
一丁目
- 大田區立馬込第三小學校
- 北馬込一丁目兒童公園

二丁目
- 私立大田こまどり幼稚園
- 警視廳池上警察署三本松交番
- 北馬込わんぱく兒童公園
- 天沼兒童公園
- 馬込三本松兒童公園
- 北馬込寺鄉公園

## 備註
1. ↑  .   [2013-08-19]. （原始内容存档于2014-02-18）.
2. ↑  環境庁 大気汚染状況について 平成18年度 参考資料 http://www.env.go.jp/air/osen/jokyo_h18/mat01.pdf （页面存档备份，存于）

35°36′1.4″N 139°42′32″E / 35.600389°N 139.70889°E